# Federazione di atletica leggera dell'Ucraina
La federazione di atletica leggera dell'Ucraina (in inglese Ukrainian Athletic Federation, in ucraino Федерація легкої атлетики України?) è la federazione sportiva che ha il compito di promuovere la pratica dell'atletica leggera e coordinarne le attività dilettantistiche ed agonistiche in Ucraina.
Fu fondata nel 1991 e si affiliò alla World Athletics nel 1993. Ha sede a Kiev.

## Presidenti
- Yurij Tumasov: 1991–1996
- Valerij Borzov: 1996–2012
- Ihor Hotsul: 2012-2020
- Ravil Safiullin: 2020-in carica